# Aladdin 2. – Aladdin és Jafar
Az Aladdin és Jafar (eredeti cím: The Return of Jafar) 1994-ben megjelent amerikai rajzfilm, amely az Aladdin-trilógia második része, a Walt Disney Company készítette. Az animációs játékfilm rendezői és producerei Toby Shelton, Tad Stones és Alan Zaslove. A forgatókönyvet Duane Capizzi, Douglas Langdale, Mark McCorkle, Robert Schooley és Tad Stones írta, a zenéjét Mark Watters szerezte. A videofilm a DisneyToon Studios és a Walt Disney Television Animation gyártásában készült, a Walt Disney Home Video forgalmazásában jelent meg. Műfaja zenés kalandos fantasyfilm.
Amerikában 1994. május 20-án, Magyarországon 2000. március 17-én adták ki VHS-en.

## Cselekmény
Jázmin megkérdőjelezi az Aladdinba vetett bizalmát, miután szerelme megvédi Jafar egykori házi kedvencét, Jágó papagájt. Jágó megszökött Jafar lámpájából, és megmentette Aladdint a banditáktól, remélve, hogy kiengesztelheti ezzel a tettével a királyi családot. Jágónak sikerül meggyőznie a hercegnőt, hogy bízzon továbbra is Aladdinban. Jázmin végül összebarátkozik Jágóval, miután az segít neki helyrehozni a kapcsolatukat. A lámpából kiszabadult és bosszúra szomjas Jafar azonban ráveszi Jágót, hogy neki segítsen, és ketten együtt fogságba ejtik Aladdint, a szultánt, a hercegnőt, a szőnyeget, a majmot és még a Dzsinnt is. Jágó azonban mégis Aladdinék oldalára áll, kiszabadítja a dzsinnt, és végül az életét kockáztatva egyszer s mindenkorra elpusztítja a bosszúszomjas Jafart.

## Televíziós megjelenések
Disney Channel, Disney Junior 